# Colobomatus sudatlanticus
Colobomatus sudatlanticus is een eenoogkreeftjessoort uit de familie van de Philichthyidae. De wetenschappelijke naam van de soort is voor het eerst geldig gepubliceerd in 2012 door Pereira, Timi, Lanfranchi & Luque.